# Камнеломковые
Камнело́мковые  (лат. Saxifragáceae) — семейство двудольных растений порядка Камнеломкоцветные, состоящее из 35 родов и около 900 видов преимущественно однолетних и многолетних трав, распространённых большей частью в умеренном поясе Северного полушария.
В Европе известно 12 родов.

## Ботаническое описание
Почти все камнеломковые — многолетние травы (редко однолетние) высотой от нескольких сантиметров до полутора метров.
Листья простые, цельные, реже пальчатые или перистые, очерёдные, как правило, без прилистников.
Цветки преимущественно обоеполые (редко однополые, у рода Tanakaea — двудомные), одиночные или собраны в верхушечные соцветия.
Формула цветка: {\displaystyle \ast K_{(5)}\;C_{5}\;A_{5}\;G_{({\underline {5}})}}.
Плод — септицидная коробочка (раскрывающаяся по перегородкам) с большим количеством мелких семян.

## Классификация

### Таксономия
Saxifragaceae Juss., 1789, Gen. Pl. 308
Семейство Камнеломковые входит в порядок Камнеломкоцветные (Saxifragales), относящийся к дочерней кладе Суперрозиды клады Эвдикоты в составе клады Цветковые растения. Таксономическая схема в соответствии с Системой APG IV по состоянию на июнь 2024 года:
|  |                          |  |                                   |                           |               |  | еще 14 семейств |          |  |           |
|  |                          |  |                                   |                           |               |  |                 |          |  |           |
|  |                          |  |                                   | порядок Камнеломкоцветные |               |  |                 |          |  |           |
|  |                          |  |                                   |                           |               |  |                 |          |  | 890 видов |
|  | клада Цветковые растения |  |                                   |                           | Камнеломковые |  |                 | 35 родов |  |           |
|  | клада Цветковые растения |  |                                   |                           |               |  |                 | 35 родов |  |           |
|  |                          |  | ещё 63 порядка цветковых растений |                           |               |  |                 |          |  |           |
|  |                          |  |                                   |                           |               |  |                 |          |  |           |

## Роды
- × Mukgenia Gress
- Astilbe Buch.-Ham. ex D.Don — Астильба
- Astilboides Engl.
- Bensoniella C.V.Morton
- Bergenia L. — Бадан
- Bolandra A.Gray
- Boykinia Nutt. — Бойкиния
- Cascadia A.M.Johnson
- Chrysosplenium L. — Селезёночник
- Conimitella Rydb.
- Darmera Voss — Дармера
- Elmera Rydb.
- Heuchera L. — Гейхера
- Hydatica Neck. ex Gray
- Jepsonia Small — Джепсония
- Leptarrhena R.Br.
- Lithophragma (Nutt.) Torr. & A.Gray
- Micranthes Haw. — Микрантес
- Mitella L. — Мителла
- Mukdenia Koidz.
- Oresitrophe Bunge
- Peltoboykinia (Engl.) Hara
- Rodgersia A.Gray — Роджерсия
- Saniculiphyllum C.Y.Wu & T.C.Ku
- Saxifraga L. — Камнеломка
- Saxifragodes D.M.Moore
- Saxifragopsis Small
- Suksdorfia A.Gray
- Sullivantia Torr. & A.Gray
- Tanakaea Franch. & Sav.
- Telesonix Raf.
- Tellima R.Br. — Теллима
- Tetilla DC.
- Tiarella L. — Тиарелла
- Tolmiea Torr. & A.Gray

Гибридогенные роды искусственного происхождения:
×Heucherella — Гейхерелла, гибрид между Heuchera x Tiarella